# Emile de Maere
Emile François Ghislain de Maere (Sint-Niklaas, 28 januari 1825 - Nice, 27 mei 1898) was een Belgisch edelman.

## Levensloop
Hij was de oudste zoon van Charles Louis de Maere en een broer van August de Maere. Hij trouwde driemaal:
- in 1848 in Gent met Léonie Grenier (1823-1857),
- in 1859 in Brugge met barones Laure van Zuylen van Nyevelt (1838-1877), dochter van Guido van Zuylen van Nyevelt,
- in 1888 in Blankenberge met Marie Le Bègue (° 1854).

Uit het eerste en het tweede huwelijk sproten telkens vier kinderen. In 1867 werd hij erkend in de Belgische erfelijke adel en in 1885 erfde hij de baronstitel van zijn vader.

## Afstammelingen van Emile de Maere
- Fernand de Maere (1857-1919) trouwde tweemaal. Hij had drie kinderen, maar deze familietak doofde uit in 1964.
- Maximilien Jules Emile Maurice de Maere (1864-1941) erfde in 1900 de baronstitel van zijn oom August de Maere. Hij trouwde in 1893 met Jeanne Janssens de Bisthoven (1870-1931). Ze kregen zes kinderen, met afstammelingen tot heden. Hij kreeg in 1897 vergunning om d'Aertrycke aan de familienaam toe te voegen. Hij werd katholiek volksvertegenwoordiger voor het arrondissement Brugge in mei 1907.
- Charles André Adolphe, genaamd Carlos de Maere (1874-1945), majoor in het Belgisch leger, trouwde in 1910 met Marie Huttenbrinck (1894-1945). Ze kregen vijf kinderen, met afstammelingen tot heden.